# زنبق سازویی
زنبق سازویی (نام علمی: Iris juncea) نام یک گونه از سرده زنبق است.